# لامبرت كونت هيسباي
لامبرت (741-665)؛ هو كونت هاسبنغاو (هيسباي)؛ لاتزال هوية والده غير مؤكدة ولكن النظريات والتفسيرات تضعه في مقام الأول على أنه أبن روبرت الثاني، لورد المستشار، مما يعتبر من نسل كلوفيس الأول، ملك الفرنجة المباشر.
كان لامبرت متزوج من شروتليند دأوستراسيا أبنة ثيودوريك الثالث، ملك الفرنجة؛ وأنجبت له ثلاثة أبناء:-
- لاندرادا؛ تزوجت من سيغرامنوس، كونت هيسباي، وهما الأجداد الإمبراطورة ارمينغارد.
- روبرت الأول، دوق نيوستريا؛ خلفه، ومن نسله سلالتين بابنبيرغ (حكام النمسا) وكابيتيون (حكام فرنسا وعدد من الدول).
- روترد؛ تزوجت من شارل مارتل، ملك الفرنجة، وهم الأجداد شارلمان.